# Neuville-sur-Escaut
Neuville-sur-Escaut ist eine französische Gemeinde mit 2.759 Einwohnern (Stand: 1. Januar 2022) im Département Nord in der Region Hauts-de-France. Sie gehört zum Arrondissement Valenciennes und zum Kanton Denain. Die Einwohner werden Neuvillois(es) genannt.

## Geographie
Neuville-sur-Escaut liegt an der kanalisierten Schelde, rund 15 Kilometer westsüdwestlich von Valenciennes. Umgeben wird Neuville-sur-Escaut von den Nachbargemeinden Lourches im Norden, Douchy-les-Mines im Osten, Noyelles-sur-Escaut im Südosten, Lieu-Saint-Amand im Süden sowie Bouchain im Südwesten und Westen.
In Neuville-sur-Escaut zweigt die Autoroute A21 von der Autoroute A2 ab. 

## Geschichte
864 wurde die Gegend von Karl dem Kahlen an die Abtei von Saint-Amand geschenkt.
1890 wurde die Mühle an der Schelde in ein frühes Elektrizitätswerk umgewandelt. 

### Bevölkerungsentwicklung
| Jahr                       | 1962 | 1968 | 1975 | 1982 | 1990 | 1999 | 2006 | 2012 | 2020 |
| Einwohner                  | 2975 | 3096 | 3287 | 3042 | 2995 | 2799 | 2709 | 2580 | 2688 |
| Quellen: Cassini und INSEE |      |      |      |      |      |      |      |      |      |

## Sehenswürdigkeiten
- Kirche Saint-Amand, von 1869 bis 1872 erbaut
- Ehemalige Brauerei Lemaire Fontville, in der zweiten Hälfte des 19. Jahrhunderts errichtet

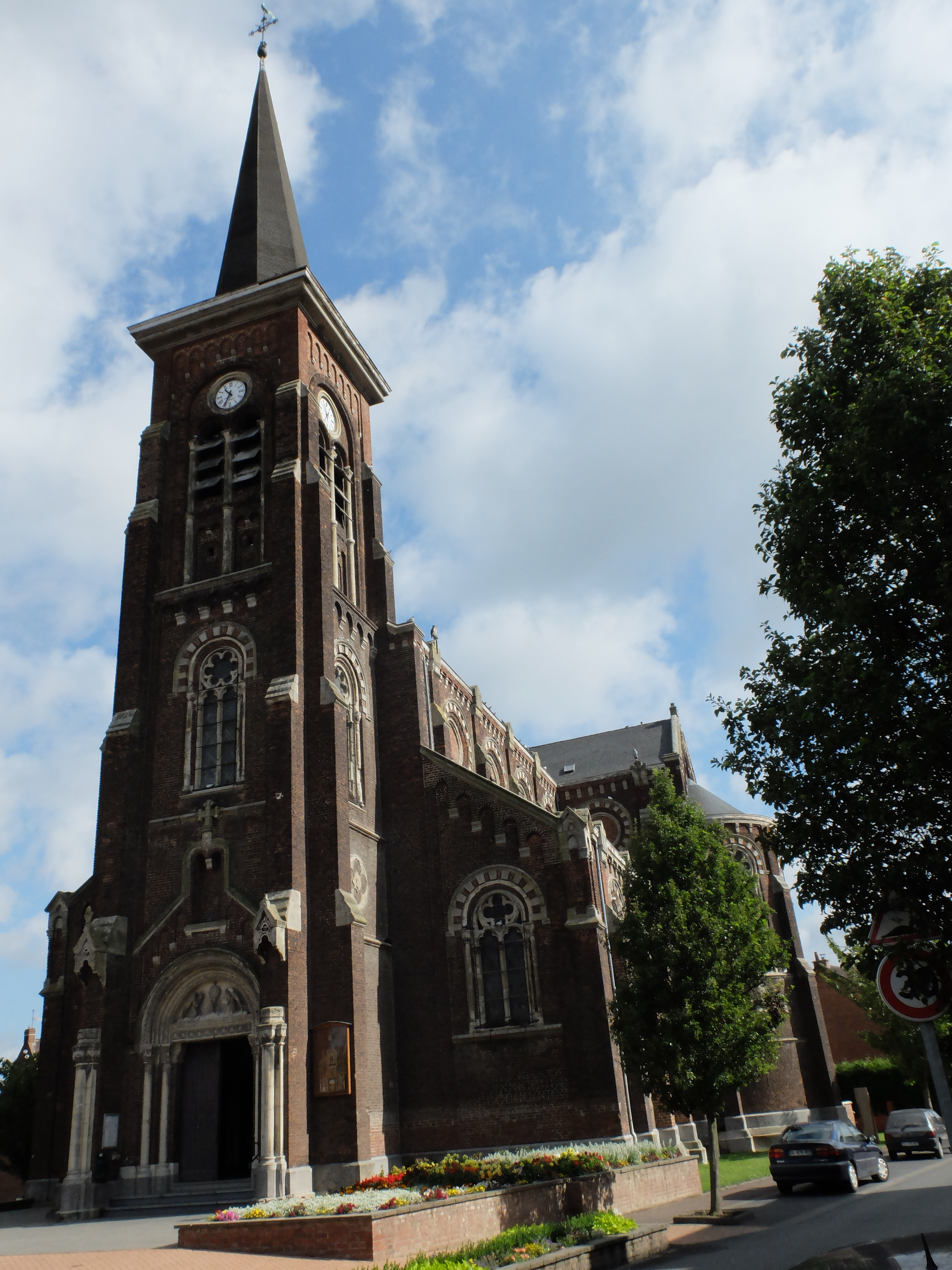
Kirche Saint-Amand

- Wasserturm

## Persönlichkeiten
- Célestin Joseph Félix (1810–1891), Jesuit